# Václav Vokolek

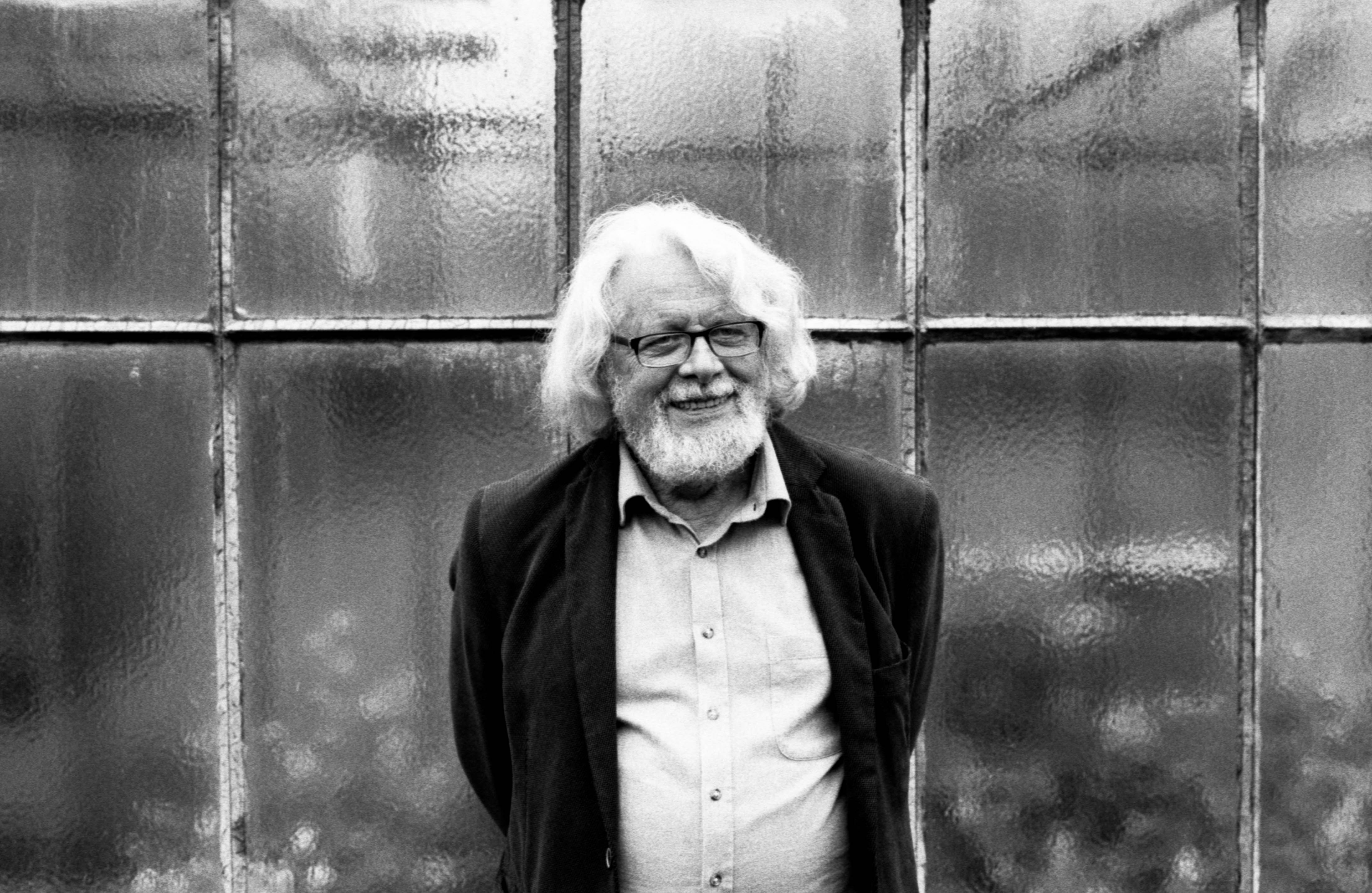
Václav Vokolek

Václav Vokolek (* 1. ledna 1947, Děčín) je český spisovatel, výtvarník, publicista a pedagog.

## Život
Narodil se jako syn literáta a esejisty Vladimíra Vokolka. Od roku 1974 byl ve svobodném povolání jako výtvarník - restaurátor, v devadesátých letech redaktor Hosta a Souvislostí, od počátku 90. let pravidelná spolupráce s rozhlasovou stanicí Vltava. 23 let učil na VOŠ publicistiky dějiny umění, tvůrčí psaní, kulturní antropologii. Od roku 2018 vede Bytovou univerzitu Mírová 20. Do roku 1990 nepublikoval, pouze v samizdatu, a od té doby vydal přes šedesát knih (próza, poezie, odborné knihy, dětské knihy). Zabývá se také autorskými knihami v jednom exempláři, grafickými partiturami a vizuálními texty na pomezí výtvarného umění a literatury (Krajiny slov, Pomníky slov, Vrh kostek, Kaligrafie, Básně - plakáty). Žije v Milovicích.

## Ocenění
- Cena ministerstva školství za knihu Obrazy ze Staré Říše – 2009
- Cena Prix non pedant Syndikátu novinářů České republika a Pro Bohemia o.s. za cyklus rozhlasových pořadů Neznámé Čechy – 2011
- Cena SOK 2014 za Knihu Lovci záhad– uděluje Národní pedagogické muzeum a knihovna J. A. Komenského
- Hlavní cena Miroslava Ivanova za sedmidílný knižní projekt Posvátná místa Čech 2016
- Cena Egona Ervína Kische za knihu Skryté Čechy

## Dílo
- VOKOLEK, Václav. Nápisy. Vlastním nákladem. 1992
- VOKOLEK, Václav. Lov žen a jiné odložené slavnosti. Praha: GMA, 1993. 176 s.
- VOKOLEK, Václav. Ten který. Turské pole, 1993
- VOKOLEK, Václav. Stopa blesku. Praha: edice TVARy, 1994. 32 s.
- VOKOLEK, Václav. Triptych. Petrov, 1995. 200 s. ISBN 80-85247-55-0
- VOKOLEK, Václav. Pátým pádem. Praha: Triáda, 1996. 156 s. ISBN 80-901861-2-2
- VOKOLEK, Václav. Zříceninový mramor. Praha: Torst, 1996. 314 s. ISBN 80-85639 97-1
- VOKOLEK, Václav. Pán z Halabákova. Praha: Vera, 1997. 78 s. ISBN 80-901931-9-6
- VOKOLEK, Václav. Tanec bludných kořenů. Brno: Host, 1998, 128 s. ISBN 80-86055-09-4
- VOKOLEK, Václav. Cesta do pekel. Praha: Triáda, 1999. 319 s. ISBN 80-86138-10-0
- VOKOLEK, Václav. Unangenehme Geschichte. Hildesheim: Cambria, 1999. 210 s. ISBN 9783937601199
- VOKOLEK, Václav. Krajiny vzpomínek. Praha: Triáda, 2000.238 s.ISBN 80-86138-25-9
- VOKOLEK, Václav. Hercynský les. Olomouc: Periplum, 2000. 103 s. ISBN 80-902836-2-4
- VOKOLEK, Václav. Okolím Bábelu. Olomouc: Votobia, 2000. 254 s. ISBN 80-7198-440-X
- STAŠNOV, Jindřich a VOKOLEK, Václav. Nejsme jako my. Olomouc: Votobia,2001. 213 s. ISBN 80-7198-465-5
- VOKOLEK, Václav. Zpěv z potopy, průvodce expozicí na zámku v Bystřici pod Hostýnem. 2002
- VOKOLEK, Václav. Příliš pozdní léto. Olomouc: Periplum, 2003. 88 s. ISBN 80-86624-13-7
- VOKOLEK, Václav. Krajinomalby. Praha: Omen, 2004. 48 s. ISBN 80-239-2565-2
- VOKOLEK, Václav. Exily a úkryty v české krajině. Praha: Garamond, 2006. 204 s. ISBN 80-86955-24-9
- VOKOLEK, Václav. Obrysy a obzory. Praha: Omen, 2007. 112 s. ISBN 978-80-903789-1-9
- VOKOLEK, Václav. Obrazy ze Staré říše. Praha: Mladá fronta, 2008. 151 s. ISBN 978-80-204-1809-8
- VOKOLEK, Václav. Zástavy srdce. Praha: Mladá fronta, 2008. 312 s. ISBN 978-80-204-1915-6
- VOKOLEK, Václav. Očarované kameny. Praha: Omen, 2009. 109 s. ISBN 978-80-903789-3-3
- VOKOLEK, Václav. Mytologie zahrádkářské kolonie. Praha: Malvern, 2010. 112 s. ISBN 978-80-86702-77-3
- VOKOLEK, Václav. Český rok. Praha: Albatros, 2011. 232 s. ISBN 9788025900598
- VOKOLEK, Václav. Odrazy slov, in Jméno Vokolek. Praha: Torst, 2012. 504 s. ISBN 978-80-7215-420-3
- VOKOLEK, Václav. Lovci záhad, tajemství hradů a zřícenin. Praha: Neo Media Publishing, 2013. 240 s. ISBN 978-80-260-5276-0
- VOKOLEK, Václav. Kamenný kocour, audiokniha. Praha: Český rozhlas, 2013
- VOKOLEK, Václav. Knížka na prázdniny. Praha: Garamond, 2015. 235 s. ISBN 978-80-7407-260-4
- VOKOLEK, Václav. Mezi nebem a zemí. Praha: Arbor vitae, 2015. 112 s. ISBN 978-80-7467-094-7
- VOKOLEK, Václav. Zwischen Himmel und Erde. Praha: Arbor vitae, 2015. 112 s. ISBN 978-80-7467-097-8
- VOKOLEK, Václav. Dominový efekt. Praha: Argo, 2018. 598 s. ISBN 978-80-257-2625-9
- VOKOLEK, Václav. Ariadnina nit. Pardubice: Vespero. 2019. 91 s. ISBN 978-80-88232-08-7
- VOKOLEK, Václav. Měsíční pohádky: Vážka, 2019. 104 s. ISBN 978-80-904346-8-4
- VOKOLEK, Václav. Malé pašije: Vážka, 2021. 152 s. ISBN 978-80-904346-9-1

## Odborné knihy
- PEKÁREK, Miroslav a VOKOLEK, Václav. Lékař a umění léčit – pohled z druhé strany. Praha: Pragma, 1998. 160 s. ISBN 80-7205-608-5.
- PEKÁREK, Miroslav a VOKOLEK, Václav. Tajemství zdraví a naděje. Praha: Eminent, 2000. 211 s. ISBN 80-7281-045-6.
- ANDRES, Evžen a VOKOLEK, Václav. Jak odhalit tajemství geopatogenních zón: účinky geologického podloží na zdraví lidí. Praha: Eminent, 2002. 207 s. ISBN 80-7281-112-6.
- VOKOLEK, Václav a KUCHAŘ, Jiří. Esoterické Čechy, Morava a Slezsko: průvodce skrytými dějinami země. Svazek třetí, Střední Čechy. II., Dobříšsko, Příbramsko, Vltavská podkova, Březnicko, Rožmitálsko, Hořovicko. Praha: Eminent, 2005. 225 s. ISBN 80-7281-176-2.
- VOKOLEK, Václav. Esoterické Čechy, Morava a Slezsko: průvodce skrytými dějinami země. Svazek čtvrtý, Střední Čechy III, Kladensko, Křivoklátsko, Rakovnicko, Jesenicko, Krajina Džbánu. Praha: Eminent, 2005. 198 s. ISBN 80-7281-187-8.
- VOKOLEK, Václav a KUCHAŘ, Jiří. Esoterické Čechy, Morava a Slezsko: průvodce skrytými dějinami země. Svazek pátý, Střední Čechy. IV., Praha severozápad, Slánsko, Velvarsko, Kralupsko, Soutok Vltavy a Labe. Praha: Eminent, 2006. 215 s. ISBN 80-7281-265-3.
- VOKOLEK, Václav a KUCHAŘ, Jiří. Esoterické Čechy, Morava a Slezsko: průvodce skrytými dějinami země. Svazek sedmý, Střední Čechy. VI., Mladoboleslavsko, Benátecko. Praha: Eminent, 2007. 173 s. ISBN 978-80-7281-335-3.
- VOKOLEK, Václav a KUCHAŘ, Jiří. Esoterické Čechy, Morava a Slezsko: průvodce skrytými dějinami země. Svazek osmý, Střední Čechy. VII., Českobrodsko, Kouřimsko, okolí Sázavy. Praha: Eminent, 2007. 207 s. ISBN 978-80-7281-345-2.
- VOKOLEK, Václav a KUCHAŘ, Jiří. Esoterické Čechy, Morava a Slezsko: průvodce skrytými dějinami země. Svazek devátý, Střední Čechy. VIII., Staroboleslavsko, okolí Lysé nad Labem, Nymbursko. Praha: Eminent, 2008. 207 s. ISBN 978-80-7281-366-7.
- VOKOLEK, Václav. Esoterické Čechy. Český Krumlov: město mystické růže. Praha: Eminent, 2008. 229 s. ISBN 978-80-7281-323-0.
- VOKOLEK, Václav. Esoterisches Böhmen. Krumau: die Stadt der mystischen Rose. Prag: Eminent, 2008. 230 s. ISBN 978-80-7281-324-7.
- VOLOLEK, Václav. Esoteric Bohemia. Český Krumlov: The City of the Mystical Rose. Prague: Eminent, 230 s. ISBN 978-80-7281-325-4.
- VOKOLEK, Václav a KUCHAŘ, Jiří. Esoterické Čechy, Morava a Slezsko: průvodce skrytými dějinami země. Svazek šestý, Střední Čechy. V., Praha sever, Mělnicko, Máchův kraj. Praha: Eminent, 2009. 223 s. ISBN 978-80-7281-302-5.
- VOKOLEK, Václav. Neznámé Čechy: posvátná místa středních Čech. Praha: Mladá fronta, 2009. 259 s. ISBN 978-80-204-2079-4.
- VOKOLEK, Václav. Neznámé Čechy. II. díl: posvátná místa středních Čech. Praha: Mladá fronta, 2010. 291 s. ISBN 978-80-204-2147-0.
- VOKOLEK, Václav. Neznámé Čechy. 3, Posvátná místa severozápadních Čech. Praha: Mladá fronta, 295 s. ISBN 978-80-204-2338-2.
- VOKOLEK, Václav. Neznámé Čechy. 4, Posvátná místa jihovýchodních Čech. Praha: Mladá fronta,231 s. ISBN 978-80-204-2626-0.
- VOKOLEK, Václav. Neznámé Čechy. 5, Posvátná místa severovýchodních Čech. Praha: Mladá fronta, 2012. 286 s. ISBN 978-80-204-2854-7.
- RYSOVÁ, Hana a VOKOLEK, Václav. Svět kamenů. Praha: Malvern, 2013. 152 s. ISBN 978-80-87580-42-4.
- VOKOLEK, Václav. Neznámé Čechy. 6, Posvátná místa východních Čech. Praha: Mladá fronta, 2014. 271 s. ISBN 978-80-204-3475-3.
- VOKOLEK, Václav. Neznámé Čechy. 7, Posvátná místa jihozápadních Čech. Praha: Mladá fronta, 2015. 287 stran. ISBN 978-80-204-3871-3.
- VOKOLEK, Václav. Skryté Čechy: netradiční průvodce po známých i neznámých místech české krajiny.Praha: Mladá fronta, 2017. 333 stran. ISBN 978-80-204-4626-8.
- VOKOLEK, Václav. Léto: cesty za horizont: příručka pro poutníky a cestovatele. Praha: Euromedia Group, 2019. 190 stran. Universum. ISBN 978-80-7617-584-6.
- VOKOLEK, Václav. Podzim: cesty za horizont: příručka pro poutníky a cestovatele. Praha: Euromedia Group, 2019. 174 stran. Universum. ISBN 978-80-7617-815-1
- VOKOLEK, Václav. Zima: cesty za horizont: příručka pro poutníky a cestovatele. Praha: Euromedia Group, 2019. 196 stran. Universum. ISBN 978-80-242-6325-0
- VOKOLEK Václav. Jaro: cesty za horizont: příručka pro poutníky a cestovatele. Praha: Euromedia Group, 2020. 182 stran. Universum. ISBN 978-80-242-6481-3

## Almanachy, sborníky
- Krajiny milosti (Karmelitánské nakl., Kostelní Vydří 1994)
- Stopy blesku (Vera, Praha 1996)
- Kabinet smíchu (Vera, Praha 1997)
- Hospody a pivo v české společnosti (Academia, Praha 1997)
- Lásky a nelásky (Vera, Praha 1998)
- Na ostrzupłomenia (W drodze, Poznaň 1998)
- Století lásky a nenávisti (Knižní klub, Praha 1999)
- Od břehu k horám (Votobia, Olomouc 2000)
- Objevovat ukryté, poukazovat na zjevné, pojmenovat zjevené (katalog výstavy Vojmíra Vokolka v Pardubicích, 2001)
- LeseReiseBőhmen (Vitalis, FurthimWald 2001)
- Ryby katedrál (Petrov, Brno 2001)
- Pegasovo poučení (Paseka, Praha 2002)
- TraurigeWanderungen durch Bőhmen (Evropské Comenium 2001)
- Andělé a lidé (Brány poznání 2002)
- Pomosty (Wroclaw 2003)
- Město D.(Nomisterion 2004)
- S tebou sám (Dauphin 2005)
- Báseň mého srdce (Host a Litterula 2005)
- Biblický třpyt v české poezii XX. století (Beta Books 2007)
- Antologie české poezie, II. Díl, dybbuk 2007
- Up theDevil´sBack – Anthologyof 29th-Century Czech Poetry(Blooomington, Indiana 2008)
- Śladami Gerharta Hauptmanna (Jelenia Góra 2012)
- 100 nejlepších básní (Host 2020)
- Literatura na świecie (2020)

## Zhudebněné texty
- Milan Jakobec – CD Úhel pohledu
- Mikoláš Chadima – CD Prázdní lidé
- Petr Piňos a Zuzana Dumková CD Očarované kameny
- Jakub Pech a David Peltán CD Tao vody a tuše
- Jakub Pech CD Očarovaný les
- Slunovrat (grafickou partituru realizovala Dagmar Civišová)
- Definice revoluce (grafickou partituru realizoval Mikoláš Chadima a spol.)

## V médiích

### Rozhlas
Pravidelná spolupráce s ČRo – Vltava(vlastní pořad Neznámé Čechy, Psáno kurzívou, ranní úvahy) a se stanicí Čro 6 (pravidelné noční úvahy, hodinové Schůzky s literaturou, atd.)

### Televize
- Česko jedna báseň (2005)
- Uchem jehly (2012)
- rozhovory
- Sváteční slovo (čtyři pořady)
- Kořeny antisemitismu a Židé v Čechách, TV Noe 2012

### Film
- Krajina v nás – dílo Václava Vokolka (2010), režie Jan Maroušek
- Očarovaný les (2011), režie Jan Maroušek
- Vnitřní místo (2012), režie Jan Maroušek
- Sólo pro Island na texty z Očarovaných kamenů (2012), režie Alena Krejčová
- Vokolek (2017), režie Jan Novotný
- Vokolkovi, Krajský úřad Pardubice 2018
- Knihovna Básníka a výtvarníka Václava Vokolka (2017), režie Petr Kotyk

### Publikoval v časopisech
- Host, Souvislosti, Literární noviny, Tvar, Ateliér, Moderní analfabet, Proglas, Humus, Neon, Aluze, Regenerace, A2, Listy, Fraza aj.
- Redaktorem časopisu Host a šéfredaktorem Souvislostí

## Malíř

### Výběr ze samostatných výstav
1968 Litvínov, 1969 Gelsenkirchen, 1977 Praha, Blansko, 1978 Brno, 1979 Wroclaw, Olesnica, 1980 Budapest, 1981 Walbrzych, 1984 Bremen, 1984 Olomouc, 1985 Praha, 1987 Kostelec nad Č. Lesy, 1990 Roztoky u Prahy, 1991 Děčín, 1995 Plzeň, 1998 Praha, 2003 Olomouc, Děčín, 2004 Plzeň (retrospektiva), 2005 Praha, Pardubice, 2008 Ústí nad Labem, 2009 Pardubice, 2015 Písek, 2017 Louny- Černčice, 2017 Pardubice, Klodzko

### Výtvarné realizace
- 1987 Zeď z písmen v Galerii H, Kostelec nad Č. Lesy
- 1998 Ocelové haiku, Londýn
- 2000 Das őffene Buch, Hünfeld, nástěnná malba
- 21 ilustrovaných knih

### Zastoupen v galeriích
Národní galerie Praha, Galerie Louny, Východočeská galerie Pardubice, Dům umění Olomouc, BWA Wroclaw, Galerie Cyrany, Stálá expozice na zámku v Bystřici pod Hostýnem (spolu s Vojmírem Vokolkem - zničeno 2020), Památník národního písemnictví (cca 1400 kreseb, autorských knih, partitur, práce z let 1971 - 2020)